# 2002年5月26日月食
2002年5月26日月食为一次在协调世界时2002年5月26日出現的半影月食。該次月食半影食分為0.714、全影食分為-0.283。

## 概述
這次月食的食分是16.23。

## 基本參數
- 類型：半影月食
- 食甚資料：
  - 日期：2002年5月26日
  - 時間：12:03
  - 月球位置：赤經16.23度、赤緯-20.0度
  - 食分：半影食分：0.714、全影食分：-0.283

## 外部連結
- NASA月食專頁（页面存档备份，存于）（英文）